# All In (catch)
AEW All In est un événement de catch (lutte professionnelle) produite par la promotion américaine, All Elite Wrestling (AEW). L'évènement inaugural a eu lieu de manière indépendante en septembre 2018 et a inspiré la création d'AEW quelques mois plus tard, en janvier 2019. Cet évènement inaugural a été promu par des membres de The Elite, en association avec la Ring of Honor (ROH), qui a conservé les droits sur l'évènement. The Elite deviendrait vice-présidents exécutifs d'AEW et la société a créé un successeur spirituel d'All In appelé All Out. Après que le président d'AEW, Tony Khan, ait acheté ROH en mars 2022, il a obtenu les droits de All In et a ensuite relancé l'événement en 2023 en tant que PPV annuel pour AEW, organisé à Londres, en Angleterre, au stade de Wembley pendant le week-end férié d'août au Royaume-Uni.
Le tout premier All In a eu lieu le 1er septembre 2018 au Sears Centre à Hoffman Estates (Illinois), était remarquable pour être le premier évènement de catch professionnel non-WWE ou World Championship Wrestling promu aux États-Unis à vendre 10 000 billets depuis 1993. Les responsables de l'AEW ont affirmé que l'événement de 2023 avait établi un record de tous les temps en matière de participation payante à la lutte de 81 035 personnes, mais cela a été contesté,. Il s'agirait également du premier PPV d'AEW organisé au Royaume-Uni et dans un stade de football.

## Historique des All In
| #                         | Événement     | Date               | Ville                     | Lieu            | Main Event                                                                                     |
| Indépendant               | Indépendant   | Indépendant        | Indépendant               | Indépendant     | Indépendant                                                                                    |
| ------------------------- | ------------- | ------------------ | ------------------------- | --------------- | ---------------------------------------------------------------------------------------------- |
| 1                         | All In (2018) | 1er septembre 2018 | Hoffman Estates, Illinois | Sears Centre    | The Elite (Matt Jackson, Nick Jackson et Kota Ibushi) contre Rey Mysterio, Fénix et Bandido    |
| All Elite Wrestling (AEW) |               |                    |                           |                 |                                                                                                |
| 2                         | All In (2023) | 27 août 2023       | Londres, Royaume-Uni      | Wembley Stadium | MJF (c) contre Adam Cole pour le AEW World Championship                                        |
| 3                         | All In (2024) | 25 août 2024       | Londres, Royaume-Uni      | Wembley Stadium | Swerve Strickland (c) (avec Prince Nana) contre Bryan Danielson pour le AEW World Championship |

## Liens Externes
- Site officiel de la AEW